# Samantha Crawford
Samantha Crawford (nascida em 18 de fevereiro de 1995) é uma jogadora norte-americana de tênis, detentora de um título de simples e cinco títulos de duplas, conquistadas em torneios da Federação Internacional de Tênis (FIT). No dia 11 de abril de 2016, alcançou seu melhor ranking mundial de simples ao ocupar o número 104 e alcançou a 216.ª posição no ranking mundial de duplas em 13 de julho de 2015.
Natural de Atlanta, Crawford venceu o Aberto dos Estados Unidos de 2012 no simples feminino juvenil, ao derrotar Anett Kontaveit na final.
Em janeiro de 2016 alcança as semifinais do torneio WTA Premier de Brisbane, onde acabou perdendo para a ex-número um do mundo e a atual campeã Victoria Azarenka em sets diretos.